# Herbert Albrecht (Politiker)

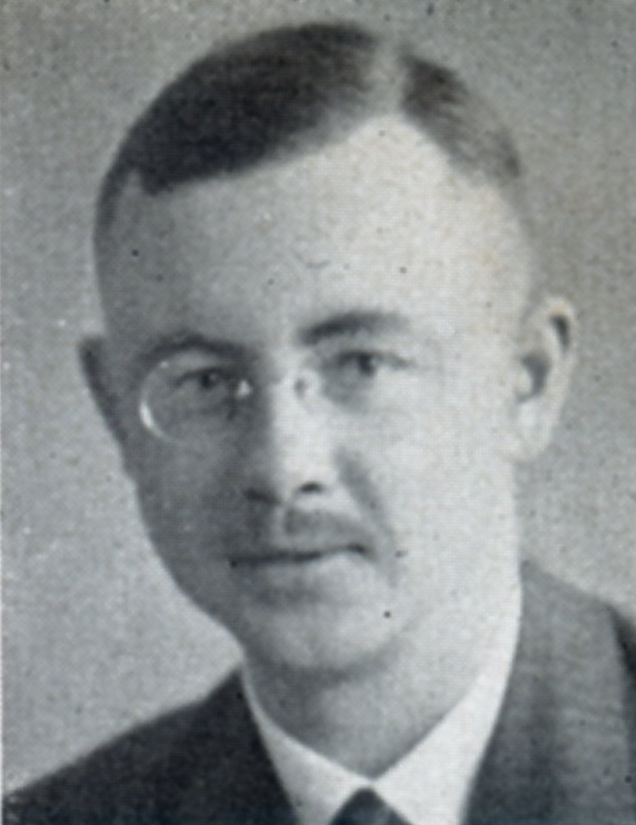
Herbert Albrecht, 1933

Herbert Albrecht, Porträtfoto aus dem Reichstags-Handbuch 1938

Herbert Albrecht (* 12. Januar 1900 in Altenburg; † 13. Juni 1945 in München) war ein deutscher Politiker der NSDAP. 

## Leben
Albrecht wurde als Sohn eines sachsen-altenburgischen Domänenverwalters geboren. Nach dem Abschluss des Realgymnasiums in Altenburg mit der Oberprimareife trat er freiwillig in das Deutsche Heer ein und war als Fahnenjunker beim Anhaltischen Infanterie-Regiment Nr. 93. 1919 legte er das Abitur in Halle ab. In dieser Zeit stieß er zu den Freikorps Halle und Anhalt. Kurzfristig noch beim Reichswehr-Infanterie-Regiment, schied er im September 1919 als Fahnenjunker-Gefreiter aus dem Dienst aus. In diesem Jahr wurde er zudem Mitglied im Reichshammerbund und im Deutschvölkischen Schutz- und Trutzbund.
Von 1919 bis 1925 war Albrecht landwirtschaftlicher Arbeiter, Lehrling sowie Beamter in Holstein, Lübeck, auf Rügen und in Ostpreußen. Nebenbei studierte er Land- und Volkswirtschaft in Berlin, Rostock und Gießen und schloss 1925 mit der Promotion zum Dr. phil. agr. ab.
1920 gehörte er außerdem als Mitbegründer zu den Mitunterzeichnern des Aufrufs zur Gründung der Deutschsozialen Partei.
1923 kam er das erste Mal mit der nationalsozialistischen Bewegung in Kontakt und wurde gleich Gruppenführer, dann Zugführer und bis 1925 Fahnenträger der Hundertschaft Charlottenburg (später SA-Sturm 33, Maikowski †). Seit 1924 war er Mitarbeiter beim Völkischen Beobachter. Nachdem er zum 11. Mai 1926 in die neu gegründete Partei eingetreten war (Mitgliedsnummer 35.916), wurde Herbert Albrecht im selben Jahr Landtagskandidat der sächsischen NSDAP. 1926/27 war er als Volontärverwalter im Vogtland tätig. Ab 1927 war er hauptsächlich für die NSDAP, unter anderem als Reichsredner und als Finanz- und Wirtschaftssachverständiger, tätig.
1930 wurde er zum kommissarischen Gauleiter von Mecklenburg-Lübeck ernannt, nachdem Hitler den bisherigen Gauleiter Friedrich Hildebrandt beurlaubt hatte. Im gleichen Jahr wurde er aber Mitglied des Reichstages (Wahlkreis 12 – Thüringen) und trat deshalb 1931 freiwillig als Gauleiter wieder zurück. Er wurde anschließend Mitglied des Reichswirtschaftsrates der nationalsozialistischen Reichsleitung und blieb dies bis zu dessen Auflösung. Zudem war er von 1931 bis 1933 Obmann der Fraktion im volkswirtschaftlichen und stellvertretender Obmann im Haushaltsausschuss des Reichstages. 1933 wurde er noch Bevollmächtigter zum Reichsrat (Thüringen).
Er geriet mit der NSDAP in Konflikt, weil er seine Parteiämter und seinen Einfluss in einer privaten Streitsache mit einer früheren Geliebten missbrauchte. Das Oberste Parteigericht verwarnte ihn 1934 deshalb unter Aberkennung der Fähigkeit zur Bekleidung eines Parteiamtes auf Dauer von drei Jahren. Außerdem sollte er zuerst sein Reichstagsmandat niederlegen, das wurde allerdings zurückgenommen. Er blieb MdR bis Mai 1945, ab März 1936 für den Wahlkreis 28 Dresden-Bautzen. 
Weitere Posten von Albrecht waren unter anderem Sonderbeauftragter der Thüringischen Regierung in Berlin, Mitglied des Kleinen und Großen Arbeitskonvents der Deutschen Arbeitsfront, Mitglied im Verwaltungsrat der Reichspost sowie 1934 Delegierter des Aufsichtsrates im Vorstand der reichseigenen Deutschen Revisions- und Treuhand AG. 1939 war er zudem noch Mitglied im NSRB und Reichsnährstand.